# Муромщина
Муромщина — озеро в Глубоківському районі Вітебської області.
Площа 0,1 км². Довжина 0,75 км. Найбільша ширина 0,17 км. Довжина берегової лінії 1,58 км. Площа водозбору 6,16 км². У басейні річки Добріловка, в 12 км на північ від міста Глибоке, біля села Загір'я. Схили улоговини висотою до 3 м, розорані, на північному заході до 16 м, порослі лісом. Витікає струмок в озеро Біле.